# 花菱ホテル

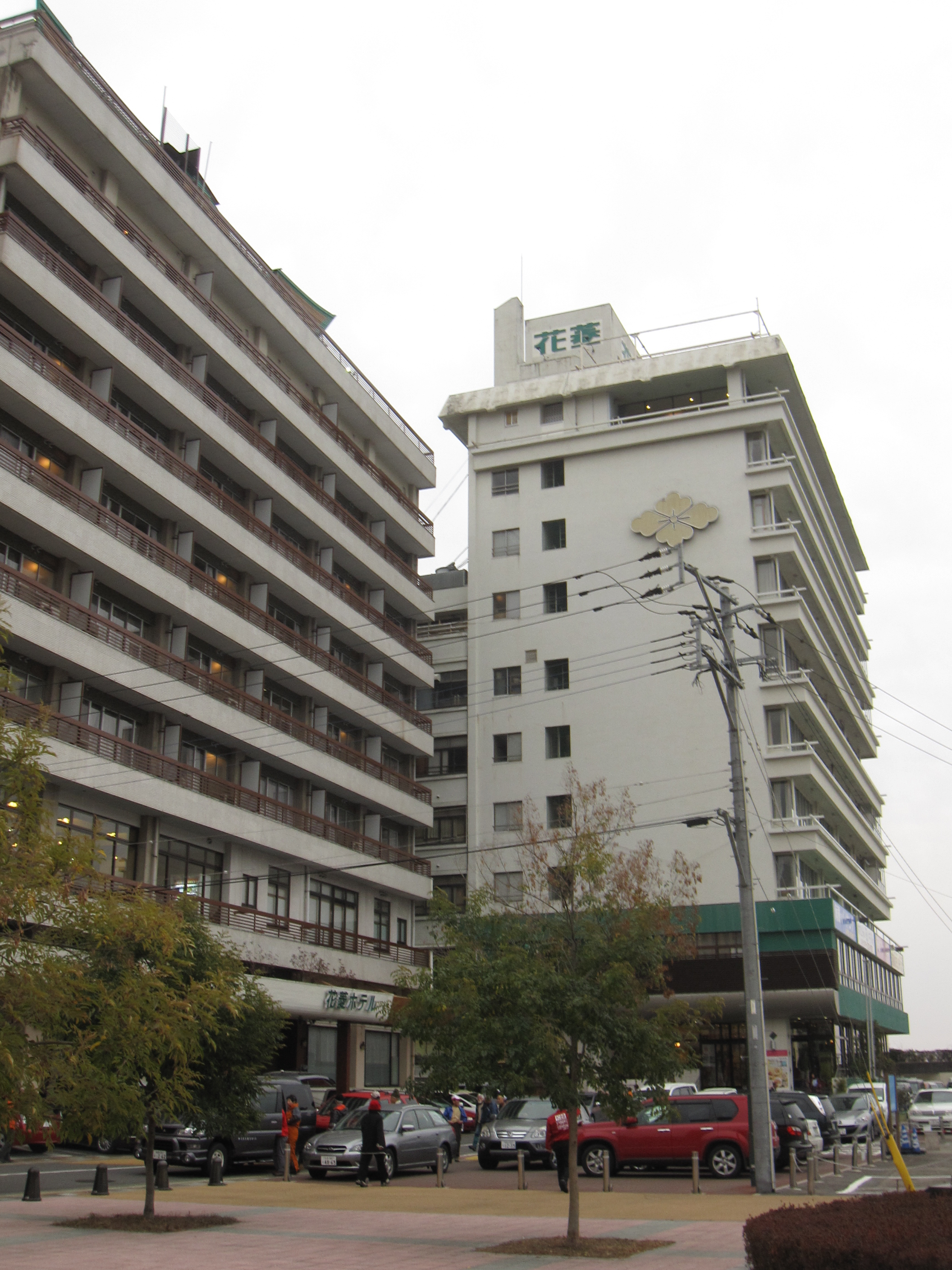
花菱ホテル

花菱ホテル（はなびしホテル）は、かつて大分県別府市北浜にあった老舗のホテルである。2017年3月1日を以て閉館した。
東西2館からなり、客室143室、受け入れ可能客数約400人の別府市有数の大規模ホテルであった。2015年の売上高は約8億3千万円。

## 沿革
1904年（明治37年）7月創業。1993年（平成5年）には隣接するホテル二条を買収し、東西2館体制となった。2005年（平成17年）に経営難に陥ったが、大分県中小企業再生支援協議会が再生手続きを支援し、ホテルの株式100％を所有する新会社花菱ホールディングスを設立して、同社がホテルに不動産を賃貸する形とし、経営陣を一新して営業を続けた。
しかし、老朽化している建物2棟を耐震改修促進法に従って建て替えるために2017年（平成29年）2月28日を以て休館することを、同年1月12日に発表。さらに、全国で複数の宿泊施設を運営する県外企業に、同年3月末に株式を譲渡する方向で最終調整が行われていると報じられ、譲渡後については、公表通りに施設を建て替えてホテルとしての営業を継続する見通しとされた。ホテル側は譲渡先を明らかにしていなかったが、星野リゾートであるとの報道もあった。
閉館後の2017年4月4日に、星野リゾートが3月31日付で花菱ホテルの全株式を取得したことを明らかにした。同年10月、星野リゾートは花菱ホテル跡地に、「界 別府」を建設する計画を公表した。